# مشروع شيميزو-مدينة داخل هرم
مشروع شيميزو -مدينة داخل هرم لعام 2004 هو مشروع مقترح لبناء مدينة ضخمة (ميجا) وعلى شكل هرم ضخم في خليج طوكيو باليابان. يرتفع هيكل المدينة حوالي 14 مرة عن الهرم الأكبر في الجيزة، مساوياً 730 متراً(2395 قدما). وسيضم 750،000 شخص.